# Destiny Fulfilled
Destiny Fulfilled – czwarty album Destiny’s Child. Został wydany 15 listopada 2004 roku. Jest to jak na razie ostatni album studyjny grupy, ale Kelly Rowland zapowiedziała, że w 2009 roku Destiny’s Child powrócą z nowym materiałem. Album promują cztery single. Album zdobył trzykrotną platynę w USA.

## Informacje
Produkcja albumu rozpoczęła się w lecie 2004, gdy każda z dziewczyn wydała swój solowy album (Michelle wydała 2). Już wtedy zaczęły się plotki o rychłym zakończeniu działalności Destiny’s Child, ponieważ Beyoncé odniosła spory sukces dzięki swojemu albumowi- Dangerously in Love. Ale dziewczyny miały wiele projektów na przyszłość.
Jednak Kelly powiedziała wtedy, że to ostatni ich wspólny powrót do studia. Knowles skomentowała to słowami „Kto wie, co będzie za 3, 5, 10 lat?
Najważniejsza jest nasza przyjaźń i to, że robimy to dlatego, że chcemy – a nie dla dobrego biznesu”.

## Lista utworów
1. „Lose My Breath"– 4:02
2. „Soldier” (featuring T.I. & Lil Wayne)– 5:26
3. „Cater 2 U"– 4:07
4. „T-Shirt"– 4:40
5. „Is She the Reason"– 4:47
6. „Girl"– 3:44
7. „Bad Habit"– 3:55
8. „If"– 4:16
9. „Free"– 4:52
10. „Through With Love"– 3:36
11. „Love"– 4:32

International bonus tracks
1. „Game Over"– 4:03

Japanese bonus tracks
1. „Got's My Own"3:59
2. „Game Over"- 4:03
3. „Why You Actin'"– 4:28

### Wal-Mart/Sam's Club limited edition 2CD Tracks
1. „My Man” (featuring Beyoncé) – 3:33
2. „2 Step” – 3:24
3. „What's It Gonna Be” (featuring Beyoncé) – 3:38
4. „Survivor” (Extended Remix featuring Da Brat) – 4:24
5. „Independent Women Part 2” – 3:46

### Tour edition bonus DVD
1. Destiny’s Child interview
2. „Lose My Breath” (music video)
3. „Soldier” (music video)
4. „Girl” (music video)
5. „Independent Women Part I” (live in Rotterdam, 2002)
6. „Say My Name” (live in Rotterdam, 2002)
7. „Survivor” (live in Rotterdam, 2002)

## Pozycje na listach przebojów
| Lista (2004)                    | Najwyższa pozycja |
| ------------------------------- | ----------------- |
| Australian ARIA Albums Top 50   | 11                |
| Austrian Albums Chart           | 8                 |
| Belgian (Flandria) Albums Chart | 13                |
| Belgian (Walonia) Albums Chart  | 20                |
| Canada Top 50 Albums            | 3                 |
| Danish Albums Chart             | 11                |
| Dutch Albums Chart              | 4                 |
| Finnish Albums Chart            | 33                |
| French Albums Chart             | 9                 |

| Lista (2004)                | Najwyższa pozycja |
| --------------------------- | ----------------- |
| German Albums Chart         | 3                 |
| Irish Albums Chart          | 5                 |
| New Zealand Albums Chart    | 21                |
| Norwegian Albums Chart      | 12                |
| Spanish Albums Chart        | 21                |
| Swedish Albums Chart        | 20                |
| Swiss Albums Chart          | 3                 |
| UK Albums Chart             | 5                 |
| U.S. Billboard 200          | 2                 |
| U.S. Top R&B/Hip-Hop Albums | 1                 |